# Distrito electoral federal 1 de Coahuila
El I Distrito Electoral Federal de Coahuila es uno de los 300 Distritos Electorales en los que se encuentra dividido el territorio de México y uno de los 8 que se encuentran en el Estado de Coahuila. Está conformado por los municipios de  Acuña, Jiménez, Morelos, Nava, San Juan de Sabinas,  Zaragoza y Piedras Negras  en donde tiene asentada su cabecera. 

## Distritaciones anteriores
Este distrito fue creado el 28 de mayo de 1978 cuando la Comisión Federal Electoral (autoridad encargada en ese entonces de los procesos electorales en México) demarcó los nuevos 300 distritos electorales, que conformarían la Cámara de Diputados a partir de la LI Legislatura, elegida en 1979.

### Distritación 1978 - 1996
Entre 1978 y 1996 tuvo su cabecera en la ciudad de Saltillo, abarcando toda su zona urbana.  A partir de este último año, el distrito fue reubicado, pasando a estar asentado en la Región Norte y de los Cinco Manantiales del Estado de Coahuila de Zaragoza, en los municipios en los municipios que actualmente lo conforman y asentando su cabecera en Piedras Negras. 

### Distritación 1996 - 2005
La cabecera distrital es trasladada a la localidad de Piedras Negras. El municipio de Múzquiz formó parte de este distrito desde 1996 hasta 2005 cuando fue trasladado al II Distrito.
En 2018 sufrió una redistritación en donde los municipios de  Allende, Guerrero, Hidalgo y Villa Unión, se anexan al III Distrito y por ende, dejarían al Distrito 1, San Juan de Sabinas dejaría al II Distrito para anexarse a este.

## Diputados por el distrito
| Diputado                        | Grupo parlamentario | Legislatura      | Periodo     |
| ------------------------------- | ------------------- | ---------------- | ----------- |
| José María Viesca Montes        |                     | Constituyente    | 1856 - 1857 |
| Vacante                         | Vacante             | I II III         | 1857 - 1865 |
| Miguel Gómez Cárdenas           | Liberal             | IV               | 1867 - 1868 |
| Vacante                         | Vacante             | V VI VII VIII IX | 1869 - 1880 |
| Alberto Durán                   | Liberal             | X                | 1880 - 1882 |
| Encarnación Dávila              |                     | XI               | 1882 - 1884 |
| Antonio Ramos Cadena            | Liberal             | XII              | 1884 - 1886 |
| Pedro Acuña                     |                     | XIII             | 1886 - 1888 |
| Ignacio M. Escudero             | Liberal             | XIV              | 1888 - 1890 |
| Alejandro Elguezábal            |                     | XV XVI           | 1890 - 1894 |
| Epifanio Reyes                  |                     | XVII XVIII       | 1894 - 1898 |
| Hilarión Frías y Soto           |                     | XIX XX XXI XXII  | 1898 - 1905 |
| Rafael Ramos Arizpe             |                     | XXIII XXIV XXV   | 1906 - 1912 |
| Roque González Garza            |                     | XXVI             | 1912 - 1914 |
| Manuel Aguirre Berlanga         |                     | Constituyente    | 1916 - 1917 |
| Serapio Aguirre                 | PLC                 | XXVII            | 1917 - 1918 |
| Ernesto Meade Fierro            |                     | XXVIII           | 1918 - 1920 |
| Miguel Alessio Robles           |                     | XXIX             | 1920 - 1922 |
| Lorenzo Dávila                  |                     | XXX              | 1922 - 1924 |
| Jacobo Cárdenas                 |                     | XXXI             | 1924 - 1926 |
| Juan L. Morales                 |                     | XXXII            | 1926 - 1928 |
| Rómulo Moreira                  |                     | XXXIII           | 1928 - 1930 |
| Ricardo Ainsle Rivera           |                     | XXXIV XXXV       | 1930 - 1934 |
| Jesús Govea T.                  |                     | XXXVI            | 1934 - 1937 |
| Tomás Garza Felán               |                     | XXXVII           | 1937 - 1940 |
| Pedro Cerda                     |                     | XXXVIII          | 1940 - 1943 |
| Francisco López Serrano         |                     | XXXIX            | 1943 - 1946 |
| Federico Berrueto Ramón         |                     | XL               | 1946 - 1949 |
| Evelio González Treviño         |                     | XLI              | 1949 - 1952 |
| Rafael Carranza Hernández       |                     | XLII             | 1952 - 1955 |
| Carlos Valdés Villarreal        |                     | XLIII            | 1955 - 1958 |
| Florencio Barrera Fuentes       |                     | XLIV             | 1958 - 1961 |
| Salvador González Lobo          |                     | XLV              | 1961 - 1964 |
| Tomas Algaba Gómez              |                     | XLVI             | 1964 - 1967 |
| José de las Fuentes Rodríguez   |                     | XLVII            | 1967 - 1970 |
| Gustavo Guerra Castaños         |                     | XLVIII           | 1970 - 1973 |
| Jesús Roberto Dávila Narro      |                     | XLIX             | 1973 - 1976 |
| José de las Fuentes Rodríguez   |                     | L                | 1976 - 1979 |
| Jorge Masso Masso               |                     | LI               | 1979 - 1982 |
| Abraham Cepeda Izaguirre        |                     | LII              | 1982 - 1985 |
| Eliseo Mendoza Berrueto         |                     | LIII             | 1985 - 1987 |
| Hilda Aurelia Lozano Flores     | 1987 - 1988         | LIII             |             |
| Enrique Martínez y Martínez     |                     | LIV              | 1988 - 1991 |
| Óscar Pimentel González         |                     | LV               | 1991 - 1994 |
| Alejandro Gutiérrez Gutiérrez   |                     | LVI              | 1994 - 1997 |
| Francisco García Castells       |                     | LVII             | 1997 - 2000 |
| Claudio Bres Garza              |                     | LVIII            | 2000 - 2002 |
| Armín Valdés Torres             | 2002 - 2003         | LVIII            |             |
| Jesús María Ramón Valdés        |                     | LIX              | 2003 - 2006 |
| Ángel Humberto García Reyes     |                     | LX               | 2006 - 2009 |
| Francisco Saracho Navarro       |                     | LXI              | 2009 - 2012 |
| Irma Elizondo Ramírez           |                     | LXII             | 2012 - 2014 |
| María de Lourdes Flores Treviño | 2014 - 2015         | LXII             |             |
| Francisco Saracho Navarro       |                     | LXIII            | 2015 - 2018 |
| Lenin Pérez Rivera              | Sin Partido         | LXIV             | 2018 - 2021 |
| Brígido Moreno Hernández        |                     | LXV              | 2021 - 2024 |

## Resultados Electorales

### 2024
|  | 46.84 % |

|  | 47.34 % |

|  | 3.25 % |

|  | 0.02 % |

|  | 2.53 % |

|  | 100.00 % |

### 2021
|  | 11.71 % |

|  | 31.53 % |

|  | 0.54 % |

|  | 49.45 % |

|  | 1.72 % |

|  | 0.98 % |

|  | 0.57 % |

|  | 1.37 % |

|  | 0.05 % |

|  | 2.04 % |

|  | 100.00 % |

### 2018
|  | 40.4471 % |

|  | 31.1881 % |

|  | 25.1202 % |

|  | 0.0428 % |

|  | 2.2069 % |

|  | 100.00 % |

### 2015
|  | 22.53 % |

|  | 52.52 % |

|  | 2.42 % |

|  | 1.57 % |

|  | 1.39 % |

|  | 7.29 % |

|  | 4.40 % |

|  | 1.14 % |

|  | 3.60 % |

|  | 0.05 % |

|  | 3.04 % |

|  | 100.00 % |

### 2012
|  | 36.07 % |

|  | 37.67 % |

|  | 12.39 % |

|  | 3.65 % |

|  | 2.93 % |

|  | 0.06 % |

|  | 7.25 % |

|  | 100.00 % |

### 2009
|  | 21.10 % |

|  | 57.65 % |

|  | 3.12 % |

|  | 2.03 % |

|  | 10.86 % |

|  | 2.01 % |

|  | 0.32 % |

|  | 0.05 % |

|  | 2.87 % |

|  | 100.00 % |